# Nelson Boyd
Nelson Boyd (Camden, New Jersey 6 februari 1928 - oktober 1985) was een Amerikaanse jazzbassist. Hij was actief in de bebop.
Boyd speelde rond 1945 in Philadelphia in lokale bands en trok in 1947 naar New York, waar hij speelde met Coleman Hawkins, Tadd Dameron en Dexter Gordon. Ook werkte hij in 1948 met Sarah Vaughan, Dizzy Gillespie en Charlie Barnet. Bovendien speelde hij mee op plaatopnames van Fats Navarro en Charlie Parker (1947), Miles Davis en Jay Jay Johnson (1949). Na 1949 speelde hij regelmatig met Dizzy Gillespie: zo ging hij in 1956 met de trompettist mee op een tournee door het Midden-Oosten. Ook werkte hij met Max Roach en Thelonious Monk. Zijn laatste opnames dateren van 1964.
- Bibliothèque nationale de France: cb13891774j (data)
- Gemeinsame Normdatei: 134334817
- International Standard Name Identifier: 0000 0000 5514 1194
- Library of Congress Control Number: no97040529
- MusicBrainz: 715e6eab-1d58-46d0-adcc-d63f6a92f3e1
- Istituto Centrale per il Catalogo Unico: DDSV099227
- SNAC: w6pm42w7
- Système universitaire de documentation: 156626276
- Virtual International Authority File: 39561118
- WorldCat: E39PBJdGJymfK4P4Mj6GvJG4MP